# Ulrich Papke
Ulrich Papke (Neuruppin, RDA, 4 de marzo de 1962) es un deportista alemán que compitió en piragüismo en la modalidad de aguas tranquilas. Hasta 1990 representaba a Alemania Oriental (RDA).
Participó en los Juegos Olímpicos de Barcelona 1992, obteniendo una medalla de oro en la prueba de C2 1000 m, y una de plata en la prueba de C2 500 m. Ganó once medallas en el Campeonato Mundial de Piragüismo entre los años 1981 y 1995.

## Palmarés internacional
| Representando a la RDA   |                          |                   |           |
| Campeonato Mundial       |                          |                   |           |
| Año                      | Lugar                    | Medalla           | Evento    |
| 1981                     | Nottingham (Reino Unido) | Medalla de oro    | C1 1000 m |
| 1983                     | Tampere (Finlandia)      | Medalla de plata  | C1 500 m  |
| 1985                     | Malinas (Bélgica)        | Medalla de bronce | C2 500 m  |
| 1986                     | Montreal (Canadá)        | Medalla de bronce | C2 500 m  |
| 1987                     | Duisburgo (RFA)          | Medalla de bronce | C2 1000 m |
| 1990                     | Poznań (Polonia)         | Medalla de plata  | C2 500 m  |
| 1990                     | Poznań (Polonia)         | Medalla de oro    | C2 1000 m |
| Representando a Alemania |                          |                   |           |
| Juegos Olímpicos         |                          |                   |           |
| Año                      | Lugar                    | Medalla           | Evento    |
| 1992                     | Barcelona (España)       | Medalla de plata  | C2 500 m  |
| 1992                     | Barcelona (España)       | Medalla de oro    | C2 1000 m |
| Campeonato Mundial       |                          |                   |           |
| Año                      | Lugar                    | Medalla           | Evento    |
| 1991                     | París (Francia)          | Medalla de oro    | C2 1000 m |
| 1991                     | París (Francia)          | Medalla de plata  | C4 1000 m |
| 1993                     | Copenhague (Dinamarca)   | Medalla de bronce | C2 1000 m |
| 1995                     | Duisburgo (Alemania)     | Medalla de bronce | C4 1000 m |